# Ludwig Schiedermair
Ludwig Ferdinand Schiedermair, né le 7 décembre 1876 à Ratisbonne et mort le 30 avril 1957 à Bergisch Gladbach, est un musicologue allemand. Dans ses traités de musicologie, Ludwig s'intéresse à l'histoire de l'opéra, ainsi qu'aux compositeurs Mozart et Beethoven. En 1914, il édite la première édition critique complète des lettres de Mozart et de sa famille.

## Biographie
Ludwig Ferdinand Schiedermair est né le 7 décembre 1876 à Ratisbonne, en Allemagne. Fils d'un haut fonctionnaire, Ludwig Schiedermair, et d'Elisabeth (née Kammerl), il étudia l'histoire, l'allemand et la musicologie à l'Université Louis-et-Maximilien de Munich. Il obtient son doctorat en 1901 à l'Université Friedrich-Alexander d'Erlangen-Nuremberg et continue à développer ses connaissances musicologiques en suivant les cours d'Hugo Riemann en 1904 à l'Université de Leipzig et ceux d'Hermann Kretzschmar à l'Université de Berlin en 1905. En 1906, il obtient son habilitation à l'Université de Marbourg et commence à travailler à partir de 1912 en tant que privat-docent à l'Université rhénane Frédéric-Guillaume de Bonn et en 1915 en tant que professeur des universités associé. Il y fonde un séminaire musicologique en 1919. Il devient professeur titulaire entre 1920 et 1945. Le 26 mars 1927, à l'occasion du 100ème anniversaire de la mort de Ludwig van Beethoven, il fonde les Archives Beethoven à Bonn, dont il fut le directeur jusqu'en 1945.
Après la montée du parti nazi, il publie son travail Les idées de la vision du monde entier dans la musique folklorique de Beethoven en 1934. De 1937 à 1939, il préside la Société allemande de musicologie, et dans cette position, il donne une conférence, dans le cadre du Reichsmusiktage, le 27 mai 1938.  En 1936, il obtient le Prix Culturel et la Médaille Beethoven de Bonn, et en 1948, il gagne la Médaille d'Or du Mozarteum de Salzbourg. Pendant la Seconde Guerre mondiale, il collabora avec l'Einsatzstab Reichsleiter Rosenberg.
Il est reconnu musicologue émérite en 1946. Schiedermair fonde l'Institut Max Reger en 1947, qu'il dirige jusqu'en 1953. En 1952, il devient membre honoraire de l'Académie pour la recherche musicale.